# Die Tänzerin Fanny Elßler
Die Tänzerin Fanny Elßler ist eine postume Operette in drei Akten mit Musik von Johann Strauss (Sohn), zusammengestellt und für die Bühne bearbeitet von Bernard Grun und Oskar Stalla. Das Libretto stammt von Hans Adler. Das Werk erlebte seine Uraufführung am 22. Dezember 1934 in Berlin.

## Handlung

### Erster Akt
Bild: Halle im Schloss Esterházy (Eisenstadt)
Fürst Esterházy ist ein großer Verehrer der Tänzerin Fanny Elßler. Ihr zu Ehren lässt er in seinem Schloss ein Fest ausrichten. Zu den Gästen gehören auch der einflussreiche Politiker Friedrich von Gentz und sein Berater, Baron Franz Fournier, der seit seiner Jugend für die Tänzerin schwärmt. Als er Fannys Nähe sucht, gibt sie ihm zu erkennen, dass sie seinem Werben nicht abgeneigt ist. 
Auch Gentz umschmeichelt Fanny, wenn auch aus ganz anderen Gründen. Er verspricht ihr, sie zu protegieren, damit sie Primaballerina an der Wiener Hofoper werde. 

### Zweiter Akt
Bild: Vor dem Schloss Schönbrunn in Wien
Gentz hat sein Versprechen gehalten: Fanny ist zum umjubelten Star der Hofoper geworden. Fournier warnt Fanny vor seinem Chef. Wenn er einem Menschen so behilflich sei, dann geschehe dies nicht uneigennützig. Kurz darauf wird Fournier auch schon zu Gentz bestellt, um einen Auftrag entgegenzunehmen: Er soll dafür sorgen, dass Fanny mit dem im Schloss Schönbrunn lebenden Herzog von Reichstadt, dem Sohn Napoléon I., zusammentreffe, um ihn von seinen Kaiserträumen abzubringen. Fournier kann es nicht fassen, was sein Herr von ihm verlangt, aber als loyaler Beamter führt er den Auftrag aus. Bevor es jedoch zu der Begegnung zwischen Fanny und dem Herzog kommt, wird Fanny von einer französischen Ballbesucherin darüber aufgeklärt, was die österreichische Politik mit ihr bezwecke. Von Fournier fühlt sie sich verraten. Nachdem sie dem Herzog vorgestellt worden ist, eröffnet sie mit ihm den abendlichen Ball.

### Dritter Akt
Bild: Fanny Elßlers Salon in Meidling
Anlässlich eines Besuches bei der Tänzerin erfährt Gentz, dass Fanny den Herzog über die wahren Gründe ihres Rendezvous informiert hat. Bestürzt muss Gentz feststellen, dass sein Plan nicht aufgegangen ist. Im Laufe des Gesprächs wird Fanny deutlich, dass sie nicht von Fournier betrogen worden ist, sondern von Gentz. Bevor der sich von ihr verabschiedet, erreicht sie noch, dass ihr Geliebter als Attaché nicht nach Sankt Petersburg, sondern nach Paris versetzt wird; denn am dortigen Opernhaus hat sie bald ein Engagement in Aussicht.

## Entstehung und Musik
In Johann Strauss’ Nachlass fanden sich noch zahlreiche Entwürfe des Komponisten. Die Familie Strauss trug sich mit dem Gedanken, daraus die Musik für eine – nach „Wiener Blut“ – weitere „postume“ Operette erstellen zu lassen. Den Auftrag bekamen Bernard Grun und Oskar Stalla. Die musikalischen Höhepunkte sind das Walzerlied Draußen in Sievering blüht schon der Flieder, das Duett Ja, mit der Liebe ist nicht zu spaßen und das Couplet Ich spiel mein Stückel.